# Бяленжиці
Бяленжиці (пол. Białężyce, нім. Bilsenau) — село в Польщі, у гміні Вжесня Вжесінського повіту Великопольського воєводства.
Населення — 333 особи (2011).
У 1975-1998 роках село належало до Познанського воєводства.

## Демографія
Демографічна структура станом на 31 березня 2011 року:
|          | Загалом | Допрацездатний вік | Працездатний вік | Постпрацездатний вік |
| -------- | ------- | ------------------ | ---------------- | -------------------- |
| Чоловіки | 163     | 38                 | 115              | 10                   |
| Жінки    | 170     | 39                 | 107              | 24                   |
| Разом    | 333     | 77                 | 222              | 34                   |